# Natuurlyke Historie

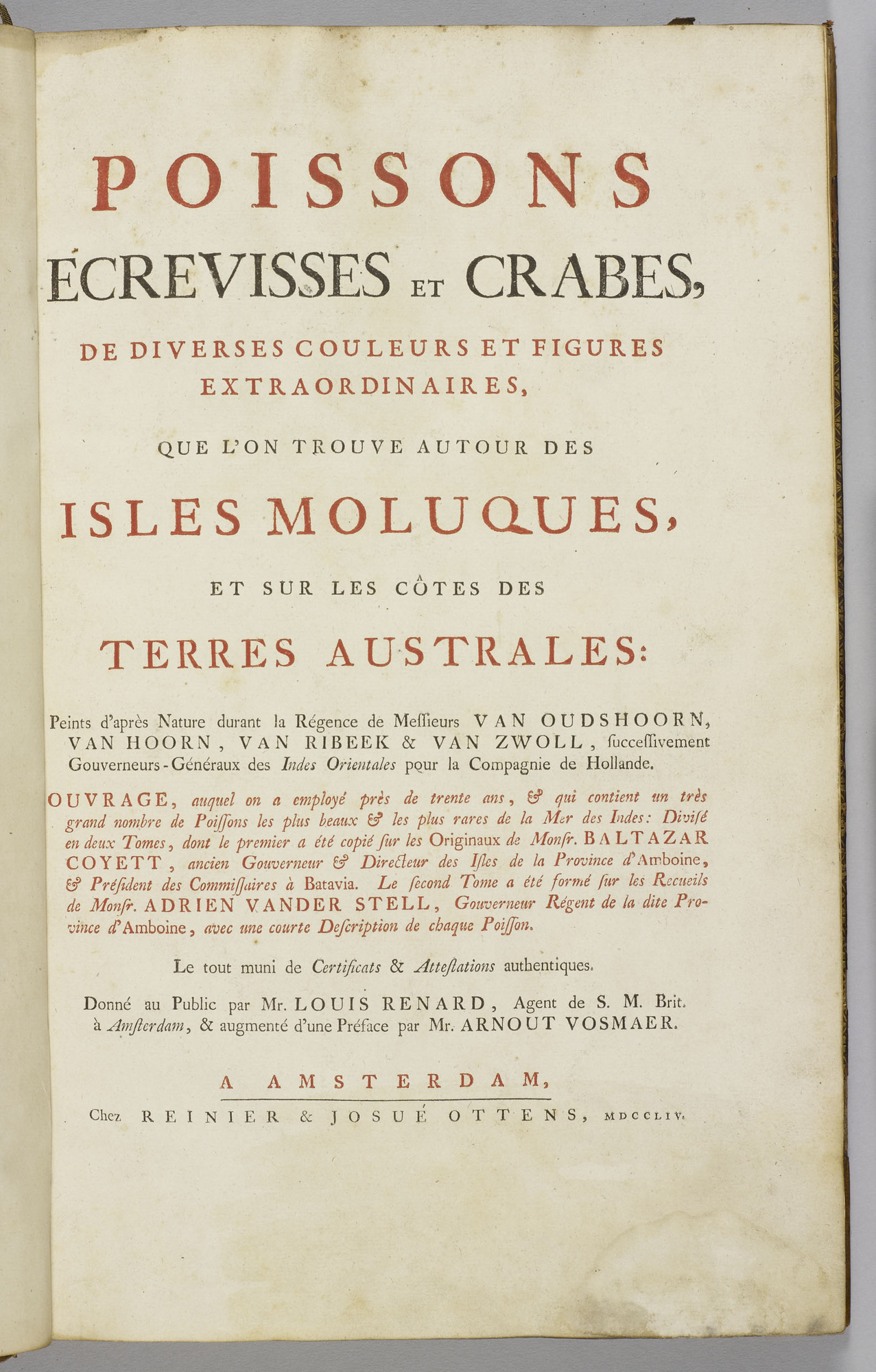
Titelblad van de tweede uitgave van Natuurlyke Historie (1754)

De Natuurlyke Historie (voluit: Natuurlyke historie der Indische zeeën; behelsende de visschen, kreeften en krabben van verschillende kleuren en buitengewoone gedaanten van de Moluksche eilanden en op de kusten der zuidlyke landen) is een zoölogisch platenboek dat voor de eerste keer in 1719 werd gepubliceerd door de in Amsterdam woonachtige boekverkoper en uitgever Louis Renard (1678/1679 - 1746). De afbeeldingen van de vissen, kreeften, krabben en andere zeedieren in Natuurlyke Historie zijn getekend door Samuel Fallours. De oorspronkelijke (Franstalige) titel van het boek is Poissons, écrevisses et crabes que l'on trouve autour des Isles Moluques, et sur les côtes des Terres Australes. In 1754 - na de dood van Renard - werd een heruitgave van het boek gepubliceerd door de Amsterdamse uitgevers Reinier en Josua Ottens. In 1782 verscheen een derde uitgave van het boek door de Utrechtse uitgever Abraham van Paddenburg en de Amsterdamse uitgever Willem Holtrop. Een van de zeer zeldzame exemplaren van deze derde uitgave bevindt zich in de bibliotheek van de Universiteit van Utrecht. 
Ieder uitgave van Natuurlyke Historie bevat in totaal 460 illustraties (gedrukt van 100 koperplaten): 415 vissen, 41 schaaldieren, twee wandelende takken, een Indische zeekoe en een zeemeermin, het 'Boeronees zeewijf'. De tekenaar van de illustraties, Samuel Fallours, was een kunstenaar die in dienst was van de Verenigde Oost-Indische Compagnie (VOC). De tekeningen werden door tussenpersonen naar Nederland getransporteerd tussen 1708 en 1715. Uitgever Renard is voor zover bekend nooit in de Molukken geweest. In de tweede druk van de eerste uitgave van Natuurlyke Historie werden - om twijfel rondom de echtheid van de waarnemingen van de vissen en zeemeermin weg te nemen - verschillende 'ooggetuigenverslagen' opgenomen. Zo verklaarde de Nederlandse dominee François Valentijn, die tweemaal met de VOC richting Azië voer, dat dergelijke zeemensen rondom Ambon voorkwamen. Valentijn gebruikte de Fallours' tekening van de zeemeermin, die hem door Renard was gestuurd, in het derde deel van zijn Oud en Nieuw Oost-Indiën (1726). 

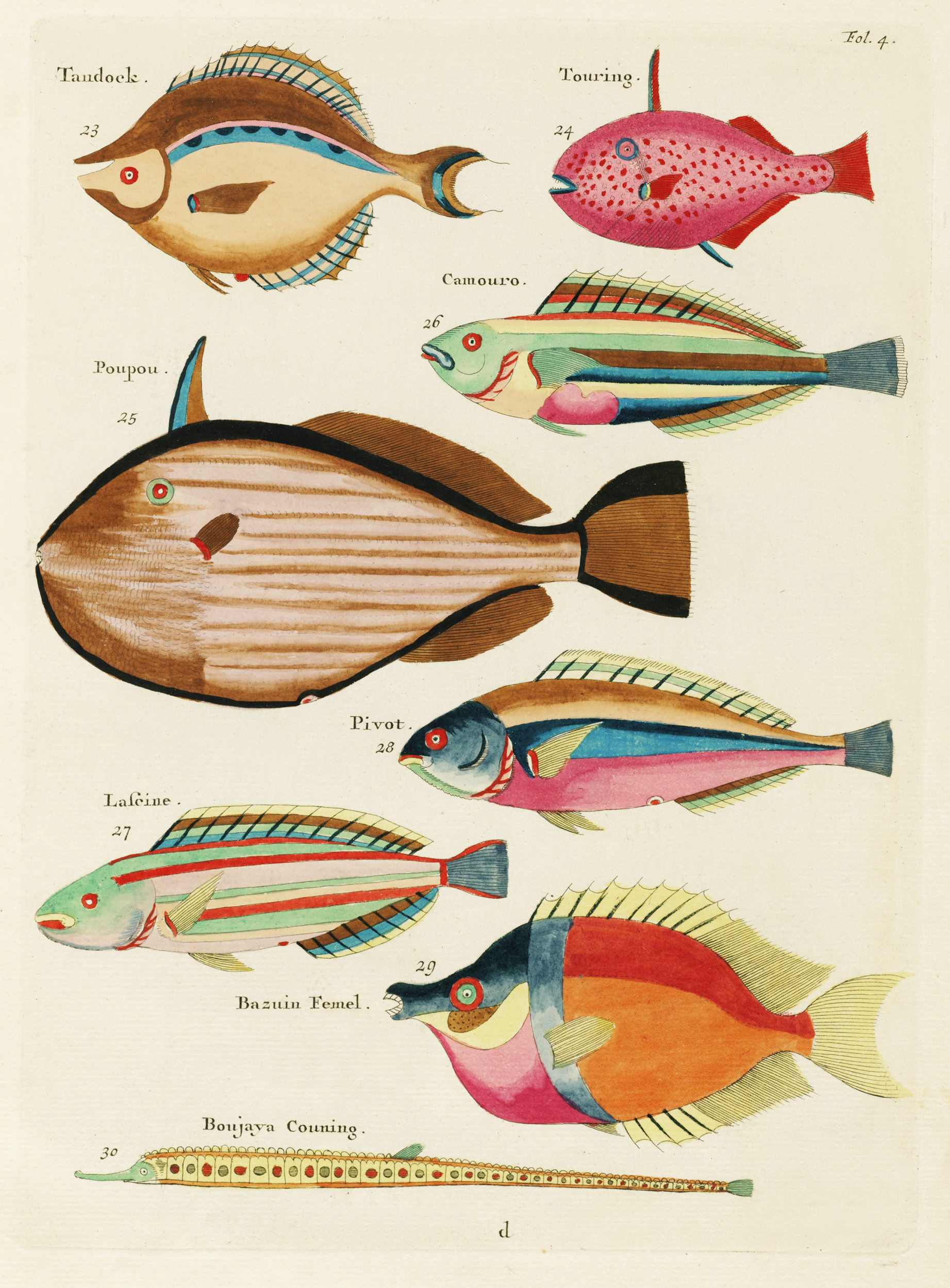
Afbeelding uit de Natuurlyke Historie
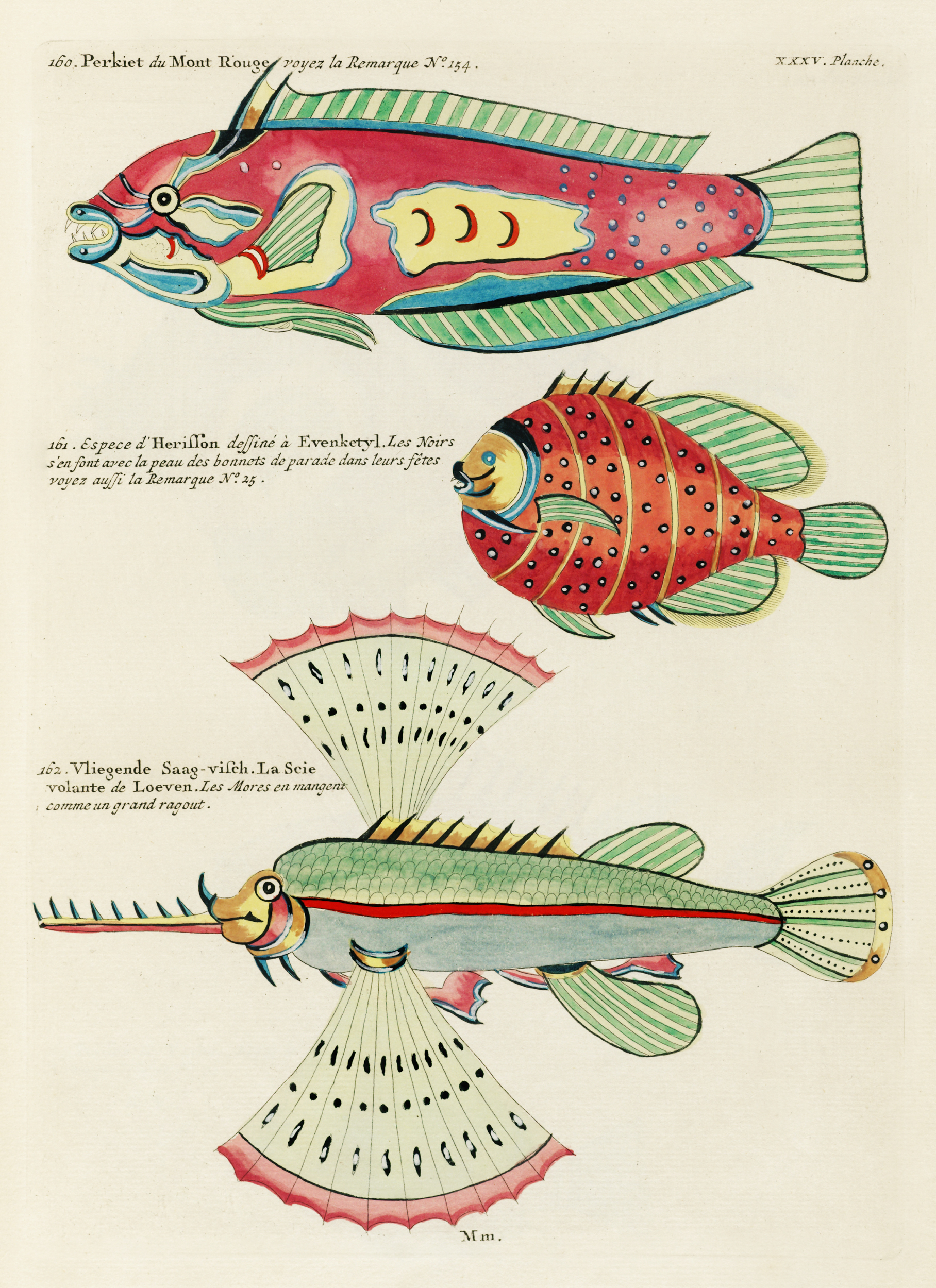
Afbeelding uit de Natuurlyke Historie
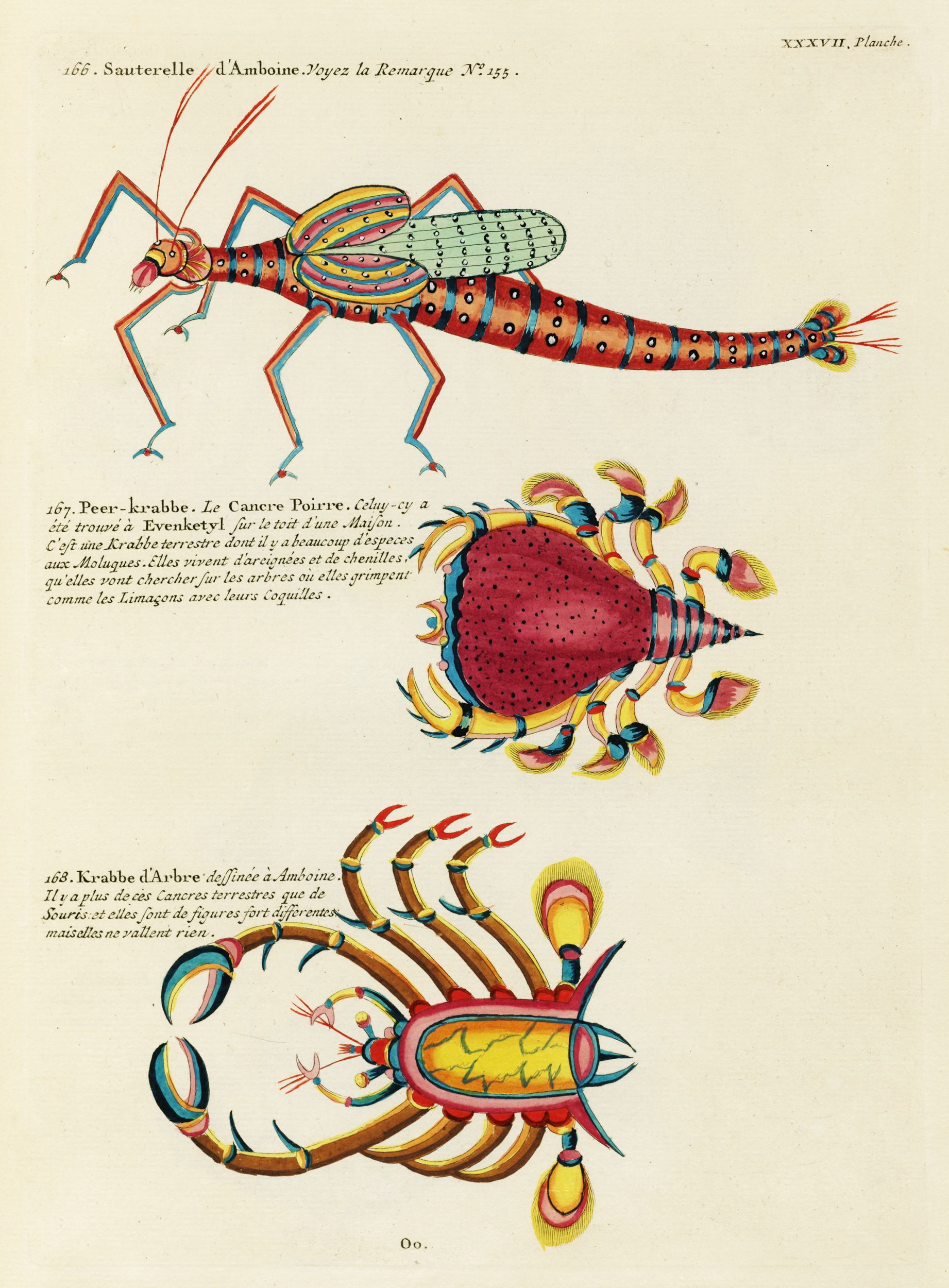
Afbeelding uit de Natuurlyke Historie
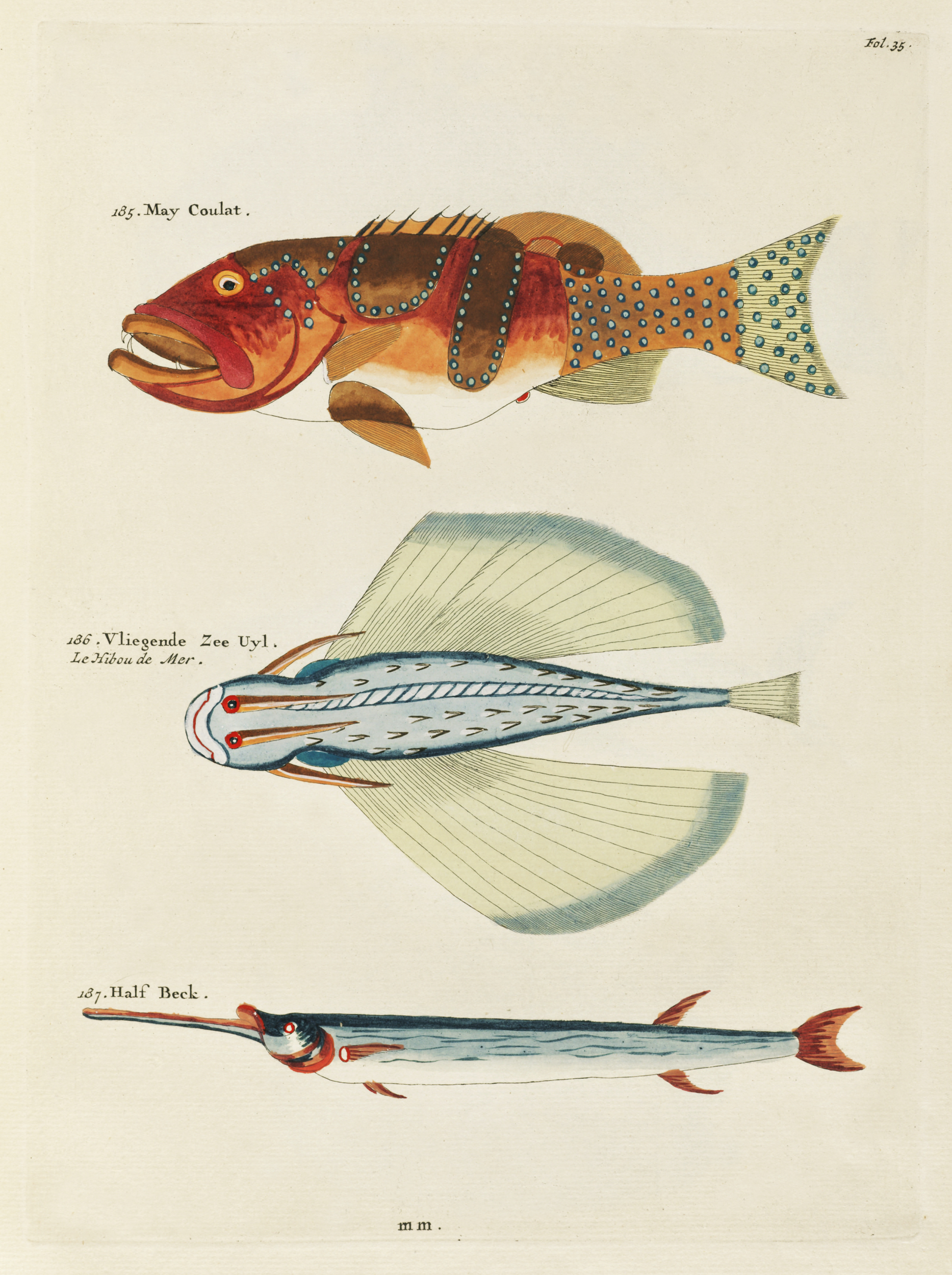
Afbeelding uit de Natuurlyke Historie
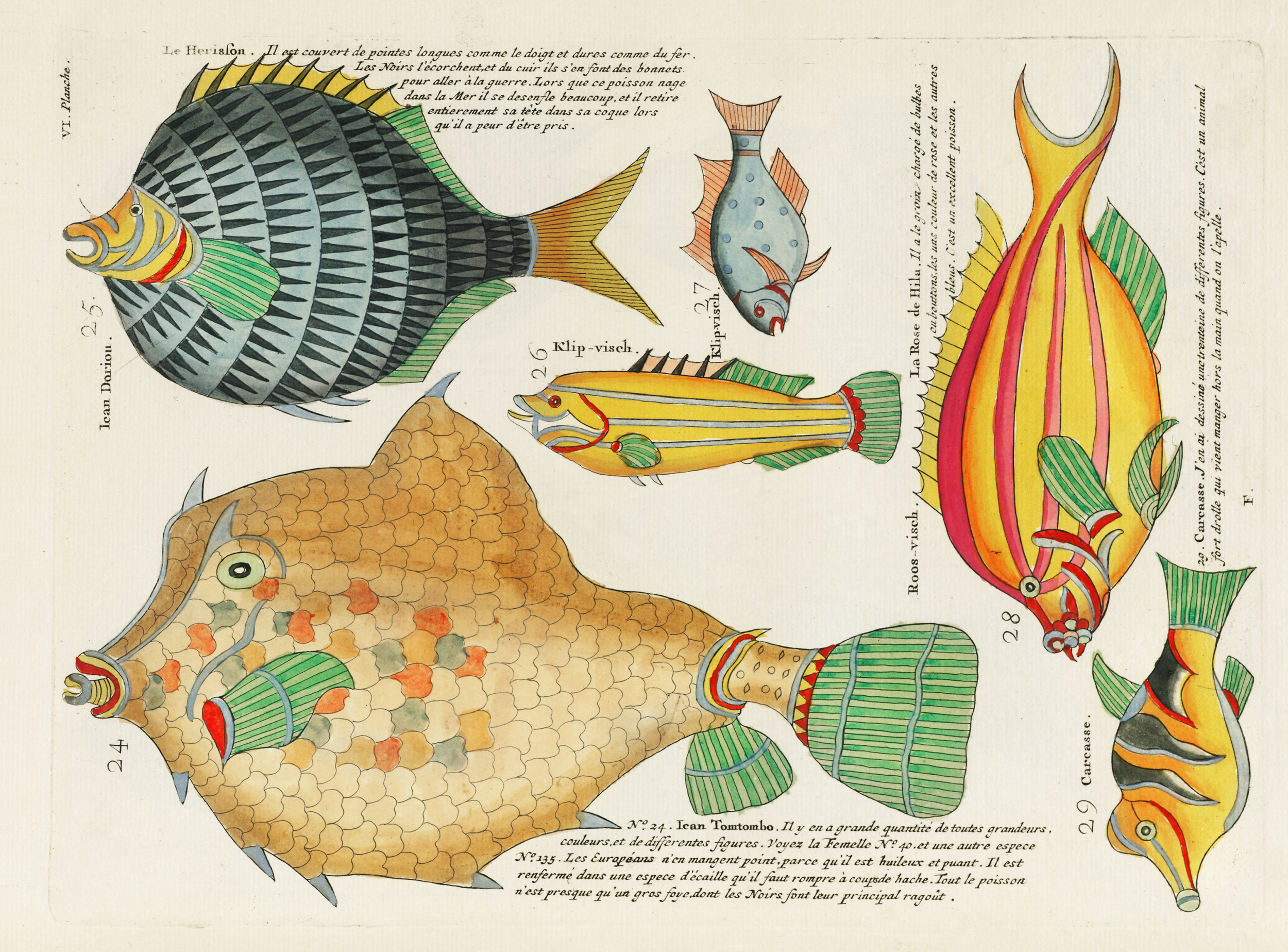
Afbeelding uit de Natuurlyke Historie
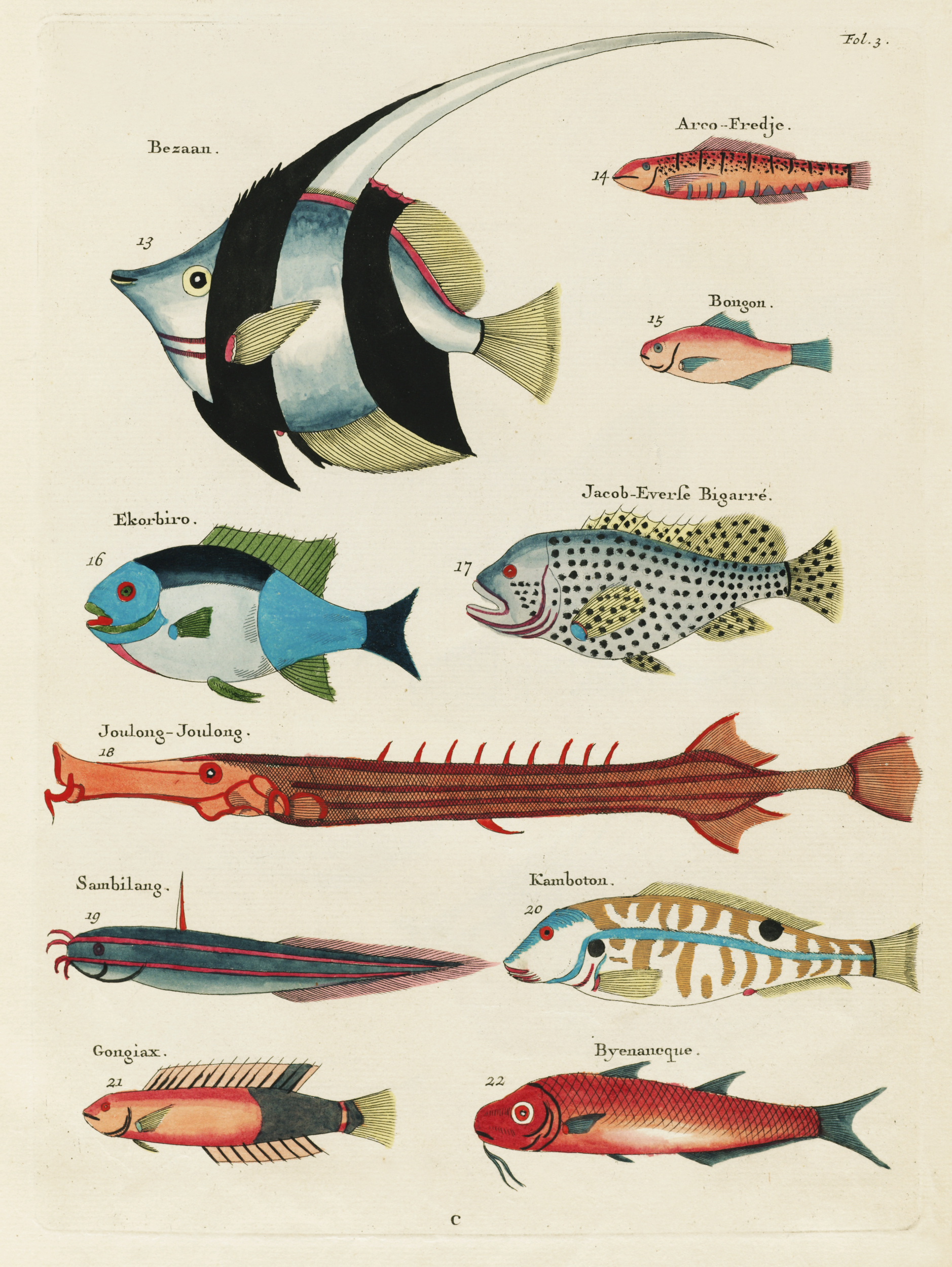
Afbeelding uit de Natuurlyke Historie